# Ole Bouman
Ole Bouman (Amersfoort, 1960) es un historiador de la arquitectura, escritor y curador neerlandés. Bouman es el director fundador de Design Society, una iniciativa de la multinacional China Merchants Group y el Victoria and Albert Museum en Shenzhen, que se inauguró en diciembre de 2017.

## Biografía
Hijo de padres holandeses y alemanes nacidos en ciudades destruidas durante la Segunda Guerra Mundial, Bouman siempre ha estado fascinado por la reconstrucción de posguerra. Se formó en historia de la arquitectura en la Universidad de Ámsterdam y empezó su carrera como crítico de arte y arquitectura en De Groene Amsterdammer, donde escribió una columna semanal durante diez años. Asimismo, ha colaborado con publicaciones como The Independent, Artforum o Domus. Además, ha trabajado como profesor de diseño en el Instituto Tecnológico de Massachusetts (MIT) y es conferenciante de varias universidades. Entre sus obras destacan la enciclopedia escrita con Roemer Van Toorn, The Invisible in Architecture (Wiley-Academy, 1994), Architecture of Consequence: Duch Designs on the Future (nai010 Publishers, 2009) y el monográfico sobre el arquitecto galardonado con el Premio Pritzker en 2012, Wang Shu, Amateur Architecture Studio (Lars Müller Publishers, 2017).
Es director y fundador de Design Society y fue director creativo de la Bienal de Arquitectura y Urbanismo de Shenzen. Hasta 2012, dirigió el Nederlands Architectuurinstituut (NAi) de Róterdam. Anteriormente, fue el editor jefe de la revista Volume. Ha sido comisario de una serie de actos para la reconstrucción del espacio público en ciudades afectadas por varios desastres como Ramallah, Ciudad de México, Beirut y Prishtina, así como de exposiciones para la Trienal de Milán o Manifesta 3 (Bienal Internacional de Arte Contemporáneo de Liubliana) y miembro del jurado del Premio Europeo del Espacio Público Urbano de 2010 en Barcelona.